# Leopold Teschl
Leopold Teschl (14. oktober 1911 i Weinberg, Steiermark, Østrig – 6. december 1989) var en østrigskfødt dansk arkitekt, der var kongelig bygningsinspektør for Nordjylland (Nordjyllands Amt og Viborg Amt) 1952-1981.
Teschl var et af børnene fra Østrig, der blev sendt til Danmark efter 1. verdenskrig, og han slog sig ned her i landet. Han kom i tømrer- og bygningssnedkerlære i Tylstrup 1927-32, blev svend 1932 og gik på Aalborg Tekniske Skole, hvorfra han dimitteredes i april 1934. Han gik derefter på Kunstakademiet fra oktober 1935 indtil afgang i januar 1938, samme år som han fik dansk indfødsret. Han var undervejs ansat hos Einar Packness i Aalborg 1934-37 og 1942 og hos Hans Toft-Hansen i Skive 1938-41. 
Fra 1942 drev han egen tegnestue i Frederikshavn, og 1952 blev han udnævnt til kgl. bygningsinspektør, i hvilken egenskab han særligt kom til at stå for restaureringen af mange ældre kirker. Han var medstifter og bestyrelsesmedlem af Kunst- og Museumsforeningen i Frederikshavn. 
Han blev tildelt Aalborg Kommunes præmie for godt og smukt byggeri i 1962 og 1963 og var Ridder af 1. grad af Dannebrog.